# Lin Li (physicienne)
Pour les articles homonymes, voir Lin Li et Lin.
Dans ce nom chinois, le nom de famille, Li, précède le nom personnel.
Lin Li (en chinois 李林, Li Lin), née le 31 octobre 1923 et morte le 31 mai 2003, est une physicienne chinoise.
Elle a apporté d'importantes contributions aux programmes chinois de métallurgie, d'énergie nucléaire et de supraconductivité à haute température et a été élue académicienne de l'Académie chinoise des sciences en 1980.

## Jeunesse et formation

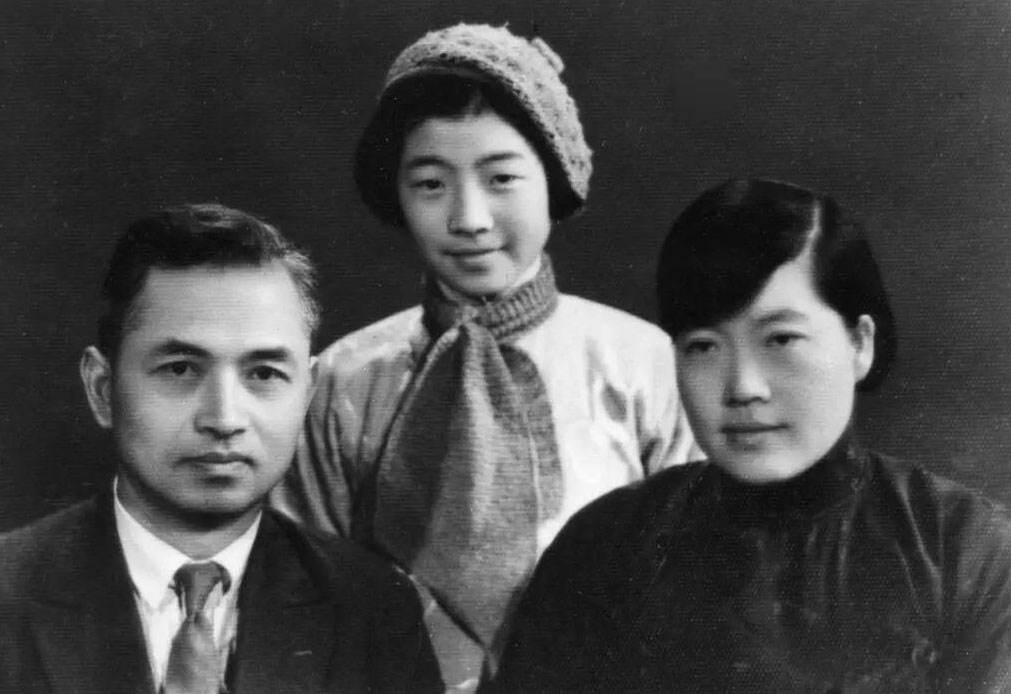
Li Lin avec ses parents dans les années 1930

Lin Li naît Xizhi Li ( 李熙芝) à Pékin le 31 octobre 1923, dans une famille originaire de Huanggang (province du Hubei, Chine). Son père Li Siguang est un géologue et professeur de l'Université de Pékin, et sa mère Xu Shubin ( 许淑彬 ) est une pianiste et institutrice. Son arrière-grand-père, un mendiant mongol, avait émigré à Hubei. Le nom de la famille était à l' origine un nom mongol : "Kula" (库里) ou "Ku" (库).
De 1934 à 1936, elle vit en Angleterre où son père enseigne. Après le déclenchement de la deuxième guerre sino-japonaise en 1937, sa famille trouve refuge à Shanghai puis à Guilin (Guangxi).
À Guilin, elle change son nom en Li Lin et fréquente l'Université du Guangxi, obtenant un diplôme en génie mécanique en 1944. Elle travaille à l'Institut de l'aviation de Chengdu et, avec l'aide de Joseph Needham, remporte une bourse du Conseil culturel britannique pour étudier à l'Université de Birmingham en 1946. Elle obtient sa maîtrise en physique métallurgique en 1948 et poursuit ses études au Département de métallurgie de l'Université de Cambridge où elle rencontre et épouse un autre scientifique chinois Chen-Lu Tsou. Elle devient alors également connue sous le nom d'Anna Tsou. Leur fille, la géologue Zou Zongping ( 邹宗平 ), naît dans les années 1950 en Chine.

## Carrière

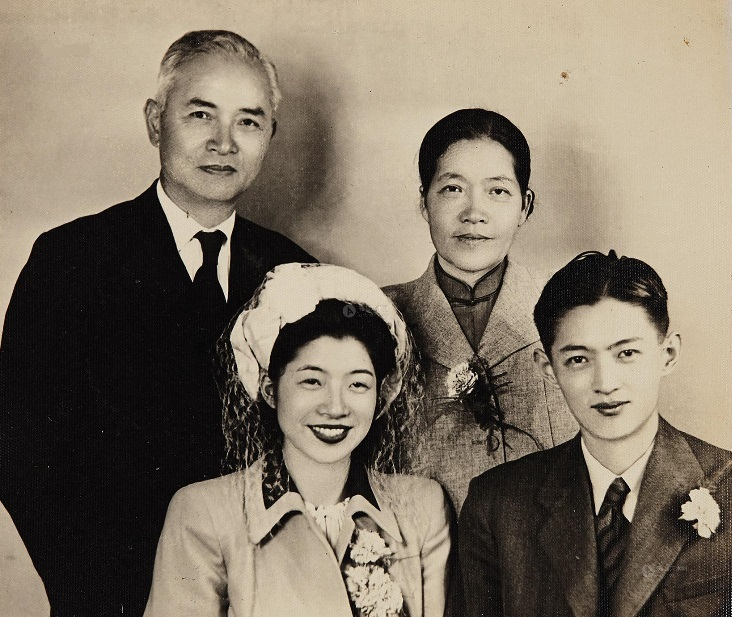
Li et Tsou à leur mariage, avec ses parents Li Siguang et Xu Shulin

Après avoir obtenu leur doctorat en 1951, Li et Tsou retournent dans la nouvellement établie République populaire de Chine. Li travail pour l'Institut de métallurgie de Shanghai et Tsou pour l'Institut de physiologie et de biochimie de Shanghai, tous deux sous l'égide de l'Académie chinoise des sciences. Elle remporte avec ses collègues un prix pour leurs recherches sur le graphite sphérique en 1956.
En 1956, le physicien nucléaire Qian Sanqiang la recrute pour travailler sur le programme d'énergie nucléaire chinois. Après avoir terminé son projet de réacteur à eau lourde, en 1958, elle devient directeur adjoint de l'Institut de physique du CAS à Pékin. Elle y passe les 14 prochaines années à travailler sur le programme nucléaire. En 1972 ou 1973, elle part à l' Institut de physique des hautes énergies et se concentre sur la supraconductivité à haute température.
Li est élue académicienne de l'Académie chinoise des sciences en 1980 et remporte en 1992 le Prix d'État du progrès scientifique et technologique (Première Classe) pour sa contribution à la recherche sur la supraconductivité. Elle a également conseillé des dizaines d'étudiants diplômés et publié plus de 100 articles de recherche.
Lin Li décède le 31 mai 2003, à l'âge de 79 ans.

## Honneur
L'astéroïde (59238) Lilin est nommé en son honneur.